# Eugen Gerstenmaier
Eugen Karl Albrecht Gerstenmaier (Kirchheim unter Teck, 25 agosto 1906 – Oberwinter, 13 marzo 1986) è stato un teologo e politico tedesco, membro e vicepresidente dell'Unione Cristiano-Democratica di Germania.
Come membro del Circolo di Kreisau fu coinvolto durante l'epoca nazionalsocialista nei piani per assassinare Adolf Hitler e fu arrestato il 20 luglio 1944. Nel 1945 organizzò l'organizzazione di aiuto dell'EKD, che guidò fino al 1951. Nel 1949 divenne membro del Bundestag per la CDU. Dal 1954 al 1969 è presidente del Bundestag.

## Biografia

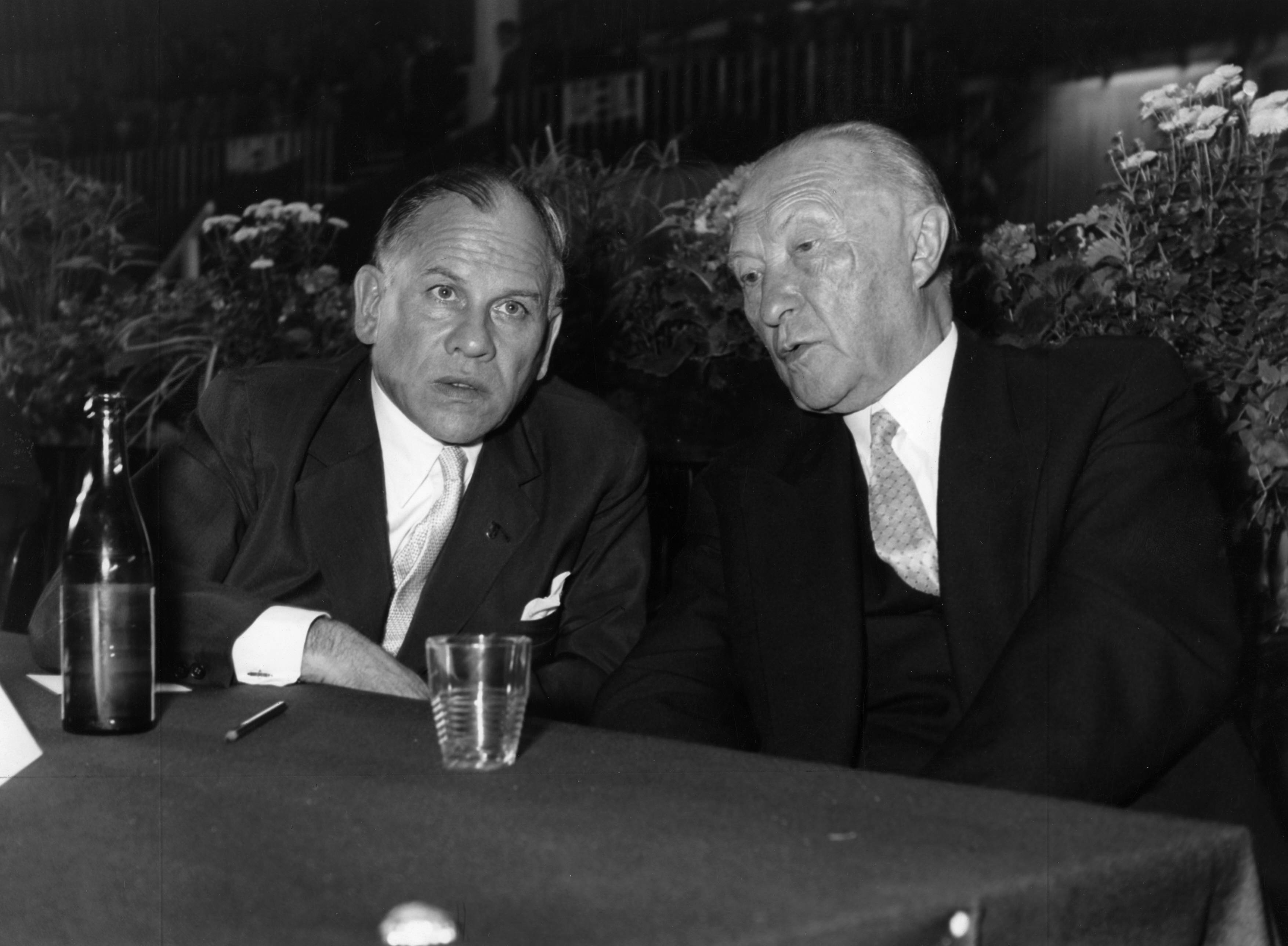
Eugen Gerstenmaier e Konrad Adenauer a l'8º Congresso del partito federale della CDU nel 1958

È nato in una famiglia protestante a Kirchheim unter Teck. Dopo essersi formato come venditore, Gerstenmaier ha conseguito l'Abitur e ha studiato filosofia, lingua e letteratura tedesca e teologia evangelica a Tubinga, Rostock e Zurigo. È stato coinvolto nel movimento cristiano. Negli anni 1933-1934 protestò contro il fascismo della gerarchia ecclesiastica tedesca, per la quale fu arrestato per un breve periodo. Dopo aver difeso la sua dissertazione di dottorato e la preparazione per il lavoro pastorale, dal 1936 ha lavorato nell'ufficio della chiesa del vescovo Theodor Heckel a Berlino.
Poiché capo del giornale ecumenico (a partire dal 1940 ha lavorato come consigliere), anche dopo il 1939 è stato in grado di viaggiare liberamente all'estero. Attraverso Hans Bernd von Haeften e Adam von Trott zu Solz si avvicina al Circolo di Kreisau e inizia a partecipare alle sue opere. Ha anche preso parte al secondo e terzo congresso degli oppositori a Kreisau. Fu coinvolto nei preparativi per il colpo di stato del 20 luglio 1944. Sostenne sempre l'omicidio di Adolf Hitler. Il giorno dell'attacco, ha anche soggiornato nel suo quartier generale nell'allora Bendlerstrasse a Berlino (ora Stauffenbergstrasse). Accusato in seguito del Tribunale del Popolo (Volksgerichtshof) per alto tradimento. Grazie alle connessioni private, è stato in grado di evitare la pena di morte. L'11 gennaio 1945 fu condannato a sette anni di carcere.

### Nel dopoguerra
Venne rilasciato dal luogo di isolamento a Bayreuth dalle truppe americane. A partire dal 1948 è stato membro del concistoro evangelico tedesco. Nel 1945 assunse la guida dell'organizzazione protestante a Stoccarda (Hilfswerk der Evangelischen Kirchen in Deutschland). Negli anni 1949-1969, per conto della CDU, è stato deputato al Bundestag.
Dal 1954 al 1969 con un mandato di 14 anni, 2 mesi e 15 giorni, è il presidente di lunga data del Bundestag.
Contemporaneamente dal 1956 al 1969 è stato vicepresidente della CDU. Fu un convinto sostenitore dell'integrazione della Germania con l'Occidente e della costruzione dell'Unione Europea. 
Nel 1969 fu severamente criticato per le richieste di risarcimento per danni subiti durante il Terzo Reich, e come risultato si dimise dalle sue posizioni.

## Pubblicazioni
- The Church Conspiratorial. In: We survived. Hrsg. Eric Boehm. New Haven 1949, S. 172–191.
- Reden und Aufsätze. Band 1, Stuttgart 1956.
- Reden und Aufsätze. Band 2, Stuttgart 1962.
- Der dritte Bundestag. Zum Wahlgesetz und zur Gestalt des künftigen Parlaments. In: Der Wähler. Jg. 1955, Heft 11, S. 495–497.
- Öffentliche Meinung und Parlamentarische Entscheidung. In: Karl Dietrich Bracher u. a.: Die moderne Demokratie und ihr Recht. Festschrift für Gerhard Leibholz zum 65. Geburtstag. Tübingen 1966, S. 123–134.
- Zukunftserwartungen der Demokratie. In: Bitburger Gespräche. Jahrbuch 1972/73, Trier 1974, S. 41–50.
- Gewissensentscheidung im Parlament. In: Deutsches Ärzteblatt. Jg. 1980, Heft 30, S. 1855–1858.
- Neuer Nationalismus? Stuttgart 1965.
- Deutsche und Juden. (Rede auf dem jüdischen Weltkongress), Frankfurt/Main 1967, S. 96–105.
- Konrad Adenauer, Ehrung und Gedenken. Stuttgart 1967.
- Streit und Friede hat seine Zeit. Ein Lebensbericht. Frankfurt am Main 1981.
- Der 20. Juli im Bendlerblock. In: Streit und Friede hat seine Zeit. Erneut abgedruckt in: Widerstand in Deutschland 1933-1945. Ein historisches Lesebuch. Hrsg. von Peter Steinbach und Johannes Tuchel, München: Beck, 1997, S. 345–349 (Bericht von Eugen Gerstenmaier über seine persönlichen Erlebnisse und Eindrücke am 20. Juli 1944 im Bendlerblock in Berlin, mit Wiedergabe des letzten Wortes von Stauffenberg).